# ریچارد فریمن
ریچارد فریمن (انگلیسی: Richard Freeman؛ زادهٔ ۱۹۷۰ (۵۴–۵۵ سال)) یک روزنامه‌نگار، و نهان‌جاندارشناسی اهل بریتانیا است. 